# Rozmaring
| Energia 192 kcal 804 kJ |        |
| Szénhidrátok | 64.1 g |
| - Cukrok 0.0 g |        |
| - Étkezési rostok 42.6 g |        |
| Zsír | 15.2 g |
| Fehérje | 4.9 g  |
| Tiamin (B1-vitamin) 0.5 mg | 43%    |
| Riboflavin (B2-vitamin) 0.4 mg                                                                                                  | 33%    |
| Niacin (B3-vitamin) 1.0 mg | 7%     |
| Pantoténsav (B5-vitamin) 0.0 mg                                                                                                 | 0%     |
| B6-vitamin 1.7 mg | 131%   |
| Folsav (B9-vitamin) 307 μg | 77%    |
| C-vitamin 61.2 mg | 74%    |
| Kalcium 1280.0 mg | 128%   |
| Vas 29.2 mg | 225%   |
| Magnézium 220.0 mg | 62%    |
| Foszfor 70.0 mg | 10%    |
| Kálium 955 mg | 20%    |
| Cink 3.2 mg | 34%    |
| A százalékos értékek az amerikai felnőttek számára javasolt napi mennyiségre (RDA) vonatkoznak. Forrás: USDA tápanyag adatbázis |        |

A rozmaring (Salvia rosmarinus) az ajakosvirágúak rendjébe (Lamiales), az árvacsalánfélék családjába (Lamiaceae) és a zsálya (Salvia) nemzetségbe tartozó fűszer- és gyógynövény. Eredetileg Rosmarinus officinalis néven különálló nemzetségbe sorolták, csak 2017-ben helyezték a Salvia génuszba.
Dél-Európában honos, de Magyarországon is újra kedvelt. A kámforra emlékeztető keserű, aromás fűszert az örökzöld bokor leveleiből kapjuk.

## Nevének eredete

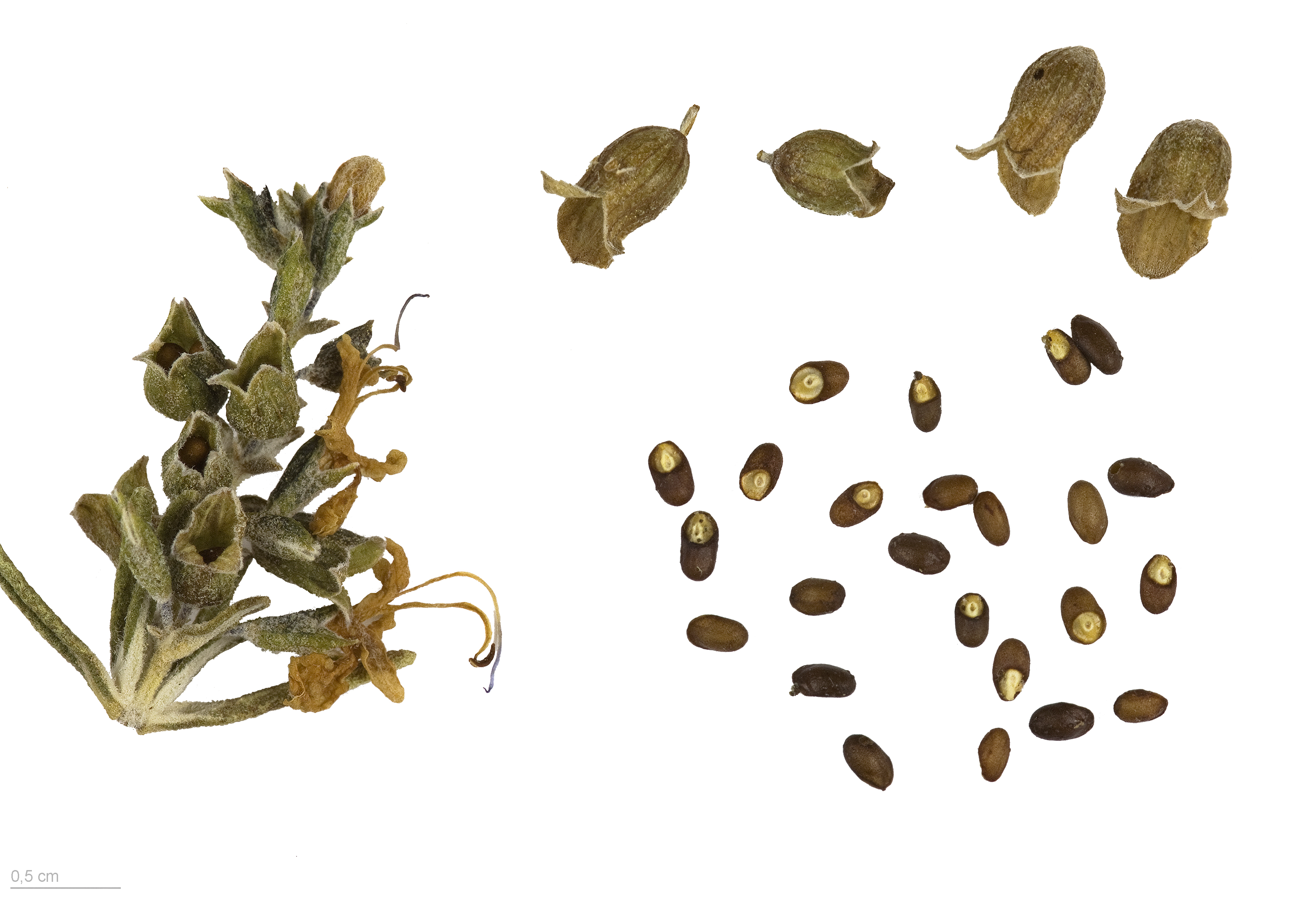
Rosmarinus officinalis

Neve rosmarinum alakban már Dioszkoridész orvosbotanikai munkájában is olvasható, aki mint libanotisok (tömjénszagú füvek) egyikeként írta le. A latin szerzők pedig különféleképpen írták le nevét: Ovidius ros maris, Vergilius pedig ros alakban írta. Latin nevének eredetét pedig különféleképpen is magyarázzák. Egyesek szerint népetimológiával keletkezett a görög rhops myrinos kifejezésből, melynek jelentése illatos cserje. Mások szerint neve a ros marinus szavak összevonása, mely esetben jelentése tengeri harmat. Az újabb vélemények szerint a ros ősi latin neve, mely szó a tömjén latin nevének a thus-nak az alapkörébe tartozik, vagyis a rozmaring a latinban is tömjénillatú cserjét jelentett. Itáliában a szegények tömjénfája volt.

### Egyéb nevei
Angol neve rosemary, népies nevei rozmarin és antosfű.

## Származása, elterjedése
A Földközi-tenger vidékén és Dél-Európában már az ókorban is ismert és kedvelt fűszer volt. A kolostorkertekben pedig már hivatalos gyógynövényként szerepelt. A középkorban a Capitulare névjegyzékben is ekként szerepelt. Európa északi részén, főleg az Alpoktól északra azonban még a középkorban sem nagyon volt ismert, legfeljebb délről, drog formájában ismerték a cserép elterjedéséig, mivel mint mediterrán növény északon, az Alpok vonalán túl nem élte át a telet. A honfoglaló magyarok a Pannóniában élt népektől vették át.
Magyarországon a 17. századtól terjedt el jobban, kedveltsége a 18. századra már hanyatlásnak indult.
Lippay György már bőven írt róla, mint a magyar házakban és a falusi kertekben is ismert növényről. A rozmaringot a barokk kor kezdte kedvelni, s foglalkozott annak nemesítésével, mesterséges formázásával és ekkor már fűszernek is használták. Lippay fűszerként és mint házi orvosság is leírta a rozmaringot:
A rozmaring igen jó az ételekben, főképen pástétomokban, salátákban, zsázsákban, bort vele csinálni, a virágjából ecetet s konzervát... A rozmaringos bor igen jó a főfájás ellen. Pestisnek idején rozmaringból füstöt csinálni...igen jó hurutés nátha ellen...A nehézség ellen, álmosbetegség ellen, gutaütés, reszketés, érezhetetlenség ellen igen hasznos, ha borban vagy vízben megfőzik, s azt isszák éhomra...

## Megjelenése
Örökzöld félcserje. Virágai végállásúak, ajakosak, erősen kiemelkedő fellevelekkel. Színei a világoskéktől a liláig, sokféle árnyalatban megtalálhatóak. Levelei sötétzöldek, egyenesek, tűformájúak, szélük visszahajlik, fonákjuk szürkésen szőrözött. A növény minden része aromás illatú.

## Beltartalmi anyagai
Illóolajat, szaponint, cseranyagot tartalmaz.

## Szaporítása
Szaporítható tőosztással, de hamarabb lesz szedhető rozmaringunk, ha a 8–10 leveles hajtásokat nedves homokban gyökereztetjük. Másik módszer, ha 10–15 cm hosszú hajtásairól, az alsó leveleket eltávolítjuk, egy pohár vízbe állítjuk, a gyökérkezdemények megjelenése után pedig nedves homokba ültetjük. Otthoni használatra cserépbe is ültethető.
Magról is szaporítható. A magokat azután tudjuk begyűjteni, miután a virágok leszáradtak és bebarnultak. A magokat elég éppen csak bedugni a földbe, majd 2-3 héten belül kicsíráznak.

## Felhasználása az ókorban

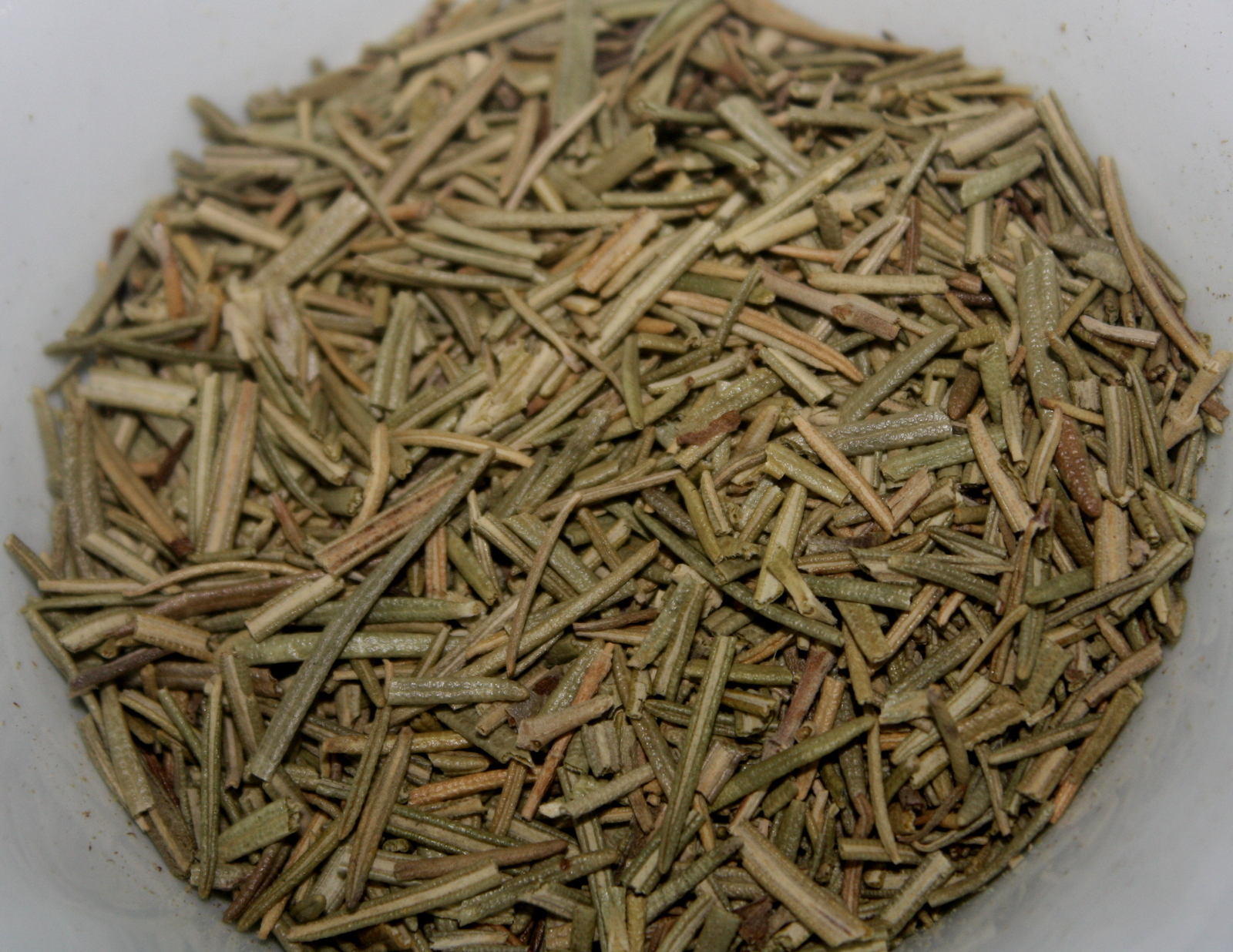

A rozmaringot már az ókorban is többféle célra használták. Collumella kiváló méhlegelőnek mondta. Horatius egyik ódája szerint rozmaringgal koszorúzták a házi istenek (penates) kis szobrait. Ovidius szerint pedig az ünnepre az ünneplők is a rozmaringgal, rózsával vagy ibolyával koszorúzták magukat. A díszkertekben, pedig ahol a puszpáng már nem díszlett; ezt használták helyette. Dioskurides és Plinius pedig mint gyógynövényt írta le. Dioskurides a rozmaringot mint gyógyszert a sárgaság ellen ajánlotta.
A rozmaringot illatszerként is felhasználták. Már az ókorban is a tömjént helyettesítették vele. Akinek nem tellett a drága tömjénre, az a tömjénillatú rozmaringgal áldozott az isteneknek.
Később a rozmaringos borból desztilállással készítették a rozmaringszeszt, rozmaringvizet, mely általánosan a 18. században jelent meg és már akkor gyógyszerként ajánlották.

## A rozmaring mint gyógyszer és illatszer
A magyar királyné vize (aqua reginae Hungariae): A rozmaringszesz két rész rozmaringból és három rész alkoholból állt. Gyógyításra való felhasználásának első nyomai Joannes Praevotius, páduai orvostanár munkáiban találhatók, amelyek 1666-ban Hannoverben jelentek meg, és amelyekben egyebek között egy köszvénygyógyító szer receptjét és annak csodálatos történetét is tartalmazzák, és a leírások szerint a receptet saját kezűleg írta "Sancta Elisabetha, Hungariae olim Regina, aki maga is csodálatos úton jutott hozzá és szövege magyar fordításban így hangzik:
Én Erzsébet, a magyarok királynéja, midőn 72 éves koromban kínos köszvényben fetrengék és ezzel az alább megírt orvossággal esztendőkig éldegélnék, amelyre engem egy remete tanított volt, akit sem előbb, sem utóbb soha többé nem láttam, csakhamar javulásomat éreztem, annyira, hogy minden tetemeimben megvidultam s mintegy egészen megifjodtam, arcomban megszépültem, úgyhogy még a lengyel király is megkéretett feleségül, midőn mindketten özvegységben élnénk; de ezt cselekednem az én uram Jézus Krisztushoz való buzgó szeretetem nem engedte, akinek angyalától, úgy hiszem, kaptam ezt az orvosságot.
A recept Raymundus Lullus spanyol bölcsész és teológus használta először gyógyításra, s ezzel elindította a rozmaringot azon az úton, mely az első alkoholos világparfüm megjelenéséhez vezetett, a 17. században háttérbe szorítva a rózsavizet, s egyszerre feltűnve a gyógyító desztillált vizek között az is, amely a magyar királyné vize nevet viselte: Aqua Reginae Hungariae, hivatalosan a gyógyszerészek által nevezve és mint Eau de la Reine d'Hongrie, a franciás kor elnevezése szerint, Európa szerte elterjedve.

## Mai felhasználása
Használják mártások, vadhúsok, pácok, szárnyas sültek, zsíros húsételek, gomba- és halételek fűszerezésére, valamint különleges növényi ecetek készítésére, továbbá orvosi zsályával és hagymával pácok, szószok, bárány- és birkahúsból készített ételek, vadhúsok (őz, szarvas, nyúlhúsok), ízesítésére, illatosítására. Főleg a mediterrán konyhára, azon belül a francia és olasz ételekre jellemző.
Morzsolva forgalmazzák. Jól zárható edényben, száraz helyen kell tárolni. Mint minden áthatóan aromás fűszert, ezt is csak óvatosan szabad adagolni.
Frissen vagy szárazon a fürdővízbe áztatva illatosít és frissít.

### Hatása
Bizonyítékokkal megalapozott orvosi javallata nincs. A rozmaringolajat a népi gyógyászatban emésztési zavarok (diszpepszia) kezelésére és a gyomor–bél-rendszer enyhe görcsös állapotainak oldására, továbbá enyhe izom- és ízületi fájdalmak és enyhe perifériás keringési zavarok enyhítésére használják. Népgyógyászati felhasználása nem bizonyítékokon, hanem hosszú távú tradíción alapszik. Nyersen és szárított állapotában is használják a fürdővizek (gyógyfürdők) illatosítására, miközben a fürdőző szervezetét felfrissíti. Idős patkányokon végzett kísérletek során enyhítette az oxidatív stresszt. Egy 20 fő bevonásával végzett vizsgálatban kimutatták a rozmaringolaj élénkítő hatását, míg indukált diabéteszes patkánymodellen végzett kísérletben a lipidprofil javulását tapasztalták a rozmaringkivonat hatására.

## Képgaléria

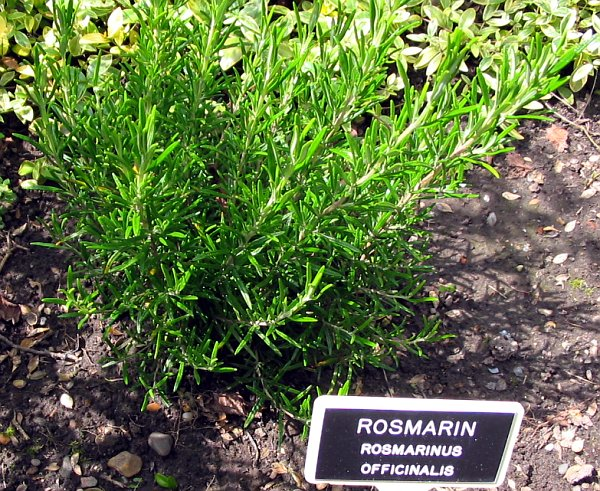
A növény
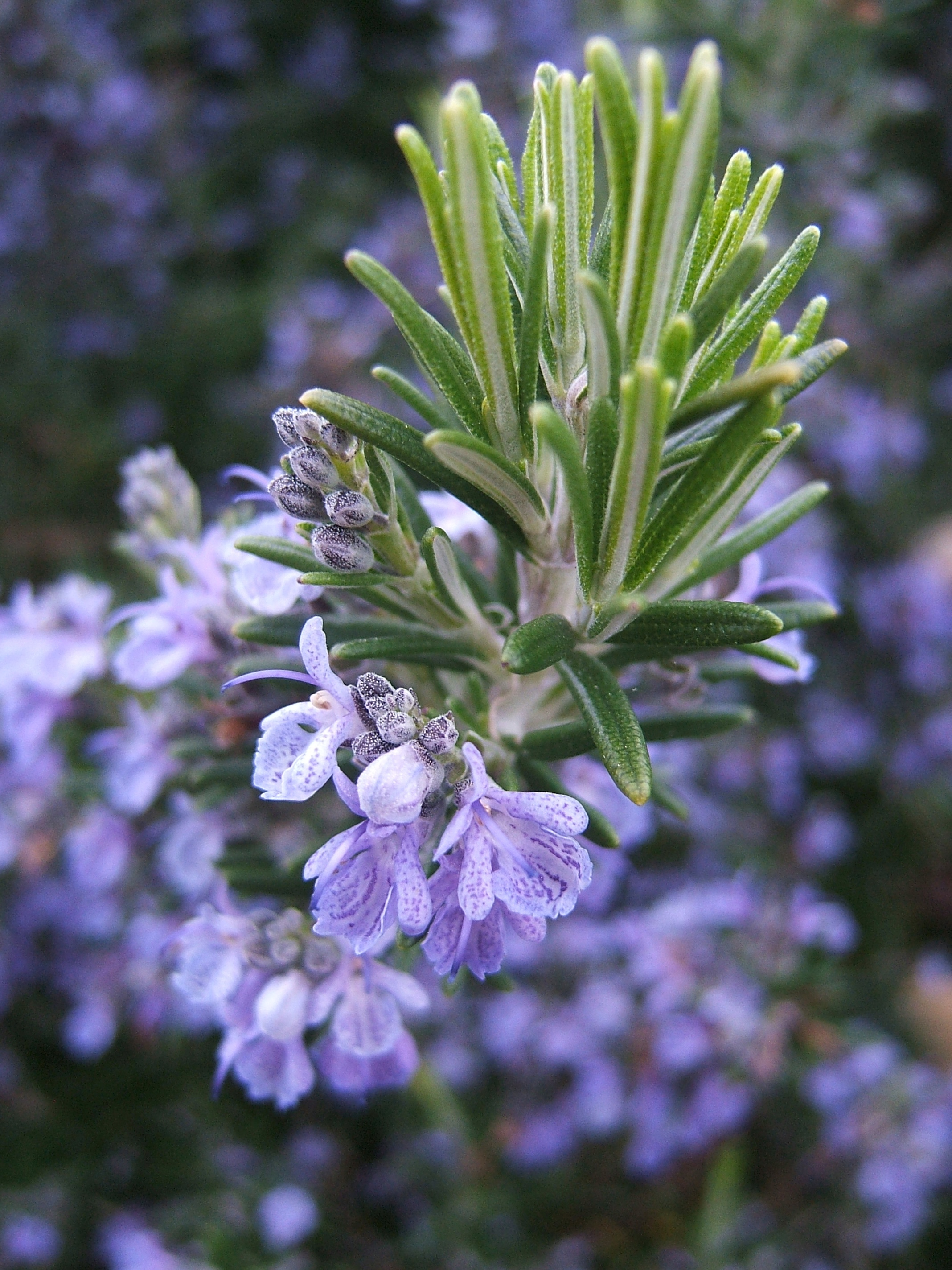
Virága és levele
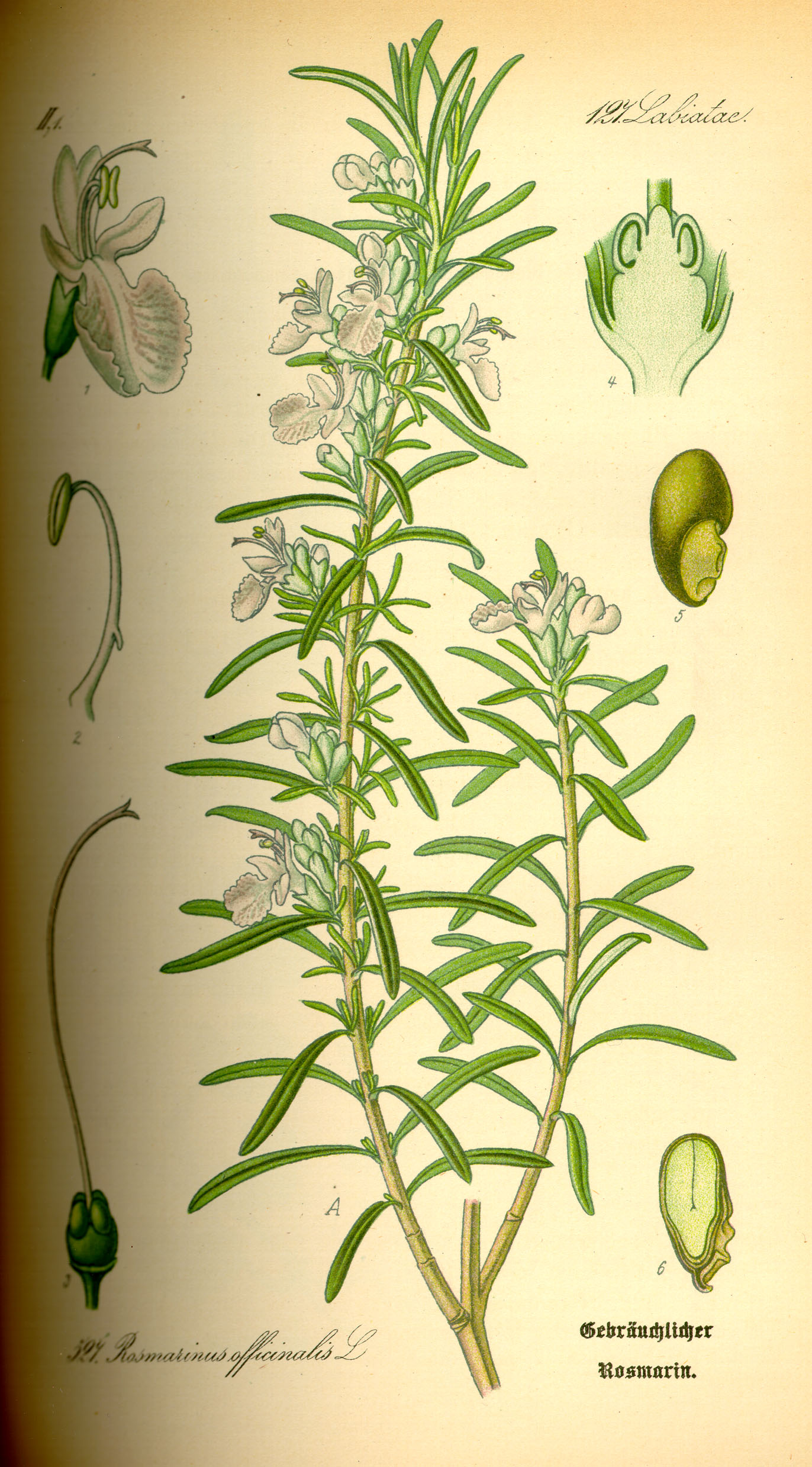
Illusztráció
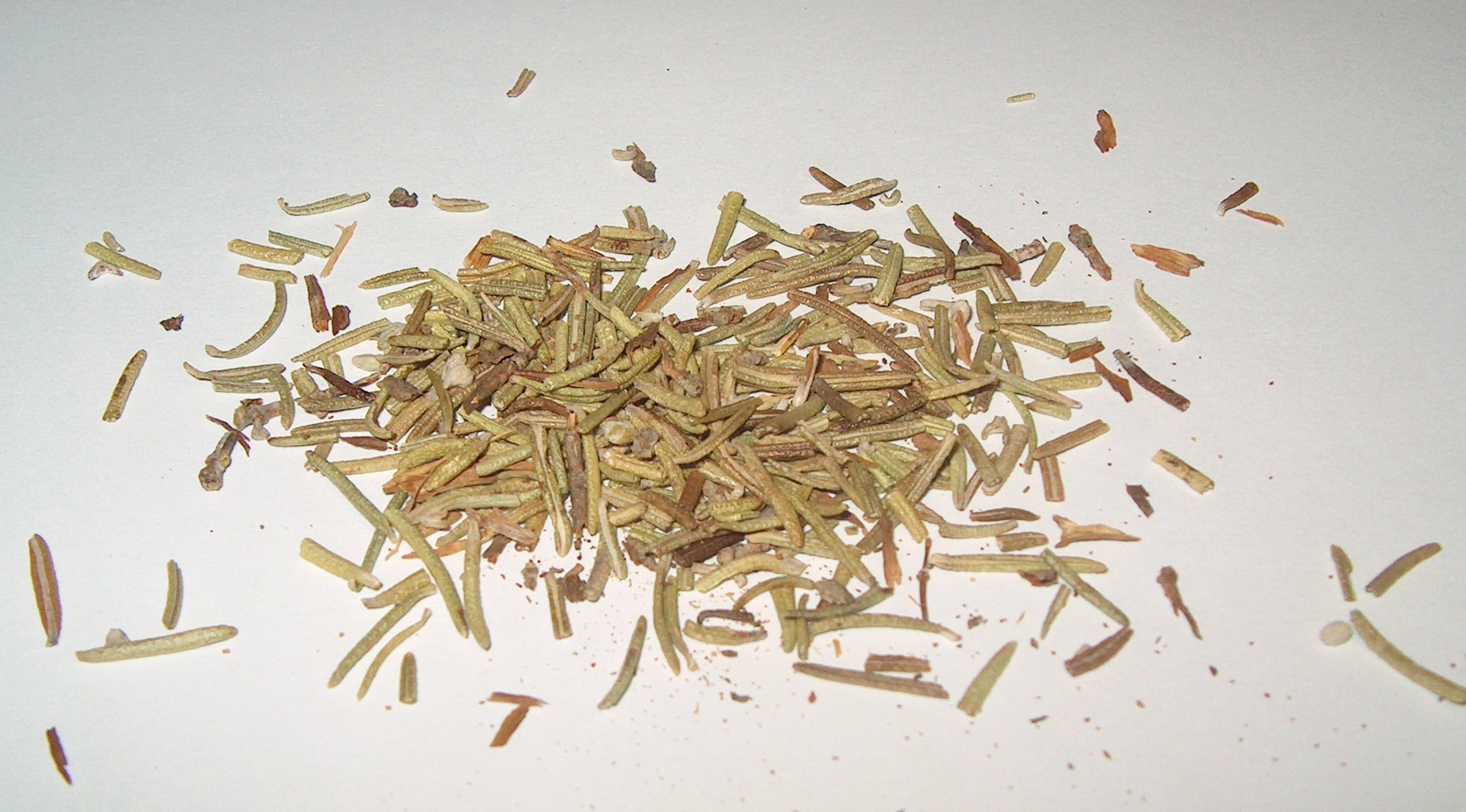
Rozmaring fűszer